# Rostock
Bài bày viết về thành phố Rostock. Xem các nghĩa khác tại Rostock (định hướng)
Thành phố Hanse Rostock (phiên âm tiếng Việt: Rô-xtốc) là một thành phố trực thuộc tiểu bang Mecklenburg-Vorpommern ở miền bắc nước Đức. Thành phố được thành lập muộn nhất là vào năm 1218. Rostock chạy dài khoảng 20 km dọc theo sông Warnow cho đến Biển Baltic. Phần lớn thành phố nằm trên bờ tây của sông Warnow. Bên bờ đông thường là nhà máy công nghiệp. Người Kyzzin thuộc vào các bộ lạc người gốc Xla-vơ đã có làng mạc tại đây vào khoảng năm 600. Rostock ngày nay với khoảng 200.000 dân cư là thành phố lớn nhất của tiểu bang Mecklenburg-Vorpommern. Thành phố thuộc liên minh Hanse này là thành phố cảng lớn thứ hai ở bờ biển Baltic sau Lübeck và là thành phố quan trọng nhất của tiểu bang về mặt văn hóa cũng như kinh tế. Rostock chịu nhiều ảnh hưởng của địa thế cạnh biển, cảng, liên minh Hanse cũng như là của Đại học Rostock (Universität Rostock) đã được thành lập ngay từ năm 1419 và thuộc vào trong số các trường đại học lâu đời nhất của Bắc Âu. Cho đến năm 1918 Rostock thuộc về Đại công quốc và sau đấy là quốc gia tự do Mecklenburg-Schwerin. Trường có ảnh hưởng lớn về mặt kinh tế bên cạnh ngành đóng tàu và hàng hải cũng như du lịch và khu vực dịch vụ. Đặc biệt, trường đại học là chủ lao động lớn nhất trong thành phố.